# Sonia Dresdel
Sonia Dresdel, geboren als Lois Obee, (* 5. Mai 1909 in Hornsea, Vereinigtes Königreich; † 18. Januar 1976 in Canterbury) war eine britische Theater- und Filmschauspielerin.

## Leben und Wirken
Sonia Dresdel besuchte eine Mädchenschule im schottischen Aberdeen und erhielt anschließend ihre künstlerische Ausbildung in London an der Royal Academy of Dramatic Arts. Nach einem Kurzfilmauftritt (1930) unter ihrem Geburtsnamen Lois Obee spielte sie unter ihrem Künstlernamen Sonia Dresdel in den 1930er Jahren Theater, ohne sonderlich aufzufallen und machte erst inmitten des Zweiten Weltkriegs erstmals Furore, als sie mit ihrer Interpretation der Hedda Gabler im gleichnamigen Ibsen-Drama, einer Inszenierung an Londons Westminster Theatre, blendende Kritiken erhielt. Weitere zentrale Bühnenstücke mit Dresdel wurden This Was a Woman (1944), Trauer muss Elektra tragen (1961) und The Man in the Glass Booth (1967). Eine Zeitlang gehörte die Künstlerin der Old Vic Company Laurence Oliviers an und wirkte dort unter anderem in einer Aufführung von König Ödipus mit. Bereits auf den Bühnenbrettern überzeugte die Künstlerin von allem mit strengen, bisweilen destruktiven und despotischen Frauenfiguren.
Parallel zur Arbeit am Theater trat Sonia Dresdel überdies in einer beträchtlichen Anzahl an Film- und Fernsehproduktionen auf. Auch hier sah man sie oftmals in Rollen dominant-bestimmender bis herrischer Frauen, die, hart im Wesen und verhärmt in der Ausstrahlung, ihren Willen durchzusetzen verstanden. Am prägnantesten in diesem Fach war ihre Mrs. Baines in Carol Reeds kammerspielhaftem Drama Kleines Herz in Not, wo Dresdel als herrschsüchtige Gattin eines Butlers (gespielt von Ralph Richardson) diesen in die Arme einer sanftmütigeren, jungen Frau (Michèle Morgan) treibt und durch den eigenen Unfalltod den Verdacht einer Mordtat aufkommen lässt. Auch ihre notorisch fremdgehende Jess Fenton in dem kleinen Krimi Auf falscher Spur (mit Trevor Howard und Jean Simmons in den Hauptrollen), die durch ihr Verhalten ihren Gatten zum Mörder werden ließ, war sehr negativ angelegt. Immer wieder sah man Sonia Dresdel auch in für das Fernsehen aufbereitete Literaturadaptionen wie Thérèse Raquin (Titelrolle), David Copperfield (als Betsey Trotwood) und Jane Eyre (als Mrs. Reed). In ihren letzten Lebensjahren wurde die Künstlerin zumeist als Lady vom Dienst besetzt.

## Filmografie
- 1930: Goodbye to all That (Kurzfilm, als Lois Obee)
- 1945: The World Owes Me a Living
- 1947: While I Live
- 1947: This Was a Woman
- 1948: The Guardsman (Fernsehfilm)
- 1948: Kleines Herz in Not (The Fallen Idol)
- 1950: Thérèse Raquin (Fernsehfilm)
- 1950: Auf falscher Spur (The Clouded Yellow)
- 1951: Atlanta (Fernsehfilm)
- 1951: The Third Visitor
- 1952: The Divine Creatures (Fernsehfilm)
- 1954: Sorry, Wrong Nummer (Fernsehfilm)
- 1954: Count Albany (Fernsehfilm)
- 1955: Jetzt und für alle Zeiten (Now and Forever)
- 1955: Der Preis für fünf Jahre Glück (The Secret Tent)
- 1956: David Copperfield (TV-Serie)
- 1958: Death Over My Shoulder
- 1960: Der Mann mit der grünen Nelke (The Trials of Oscar Wilde)
- 1960: The Adventures of Alice (Fernsehfilm)
- 1961: Solitaire (Fernsehfilm)
- 1962: Gefährliche Stunden in Dartmoor (The Break)
- 1963: Jane Eyre (TV.Serie)
- 1965: The Mill on the Floss (TV-Serie)
- 1966: North and South (TV-Serie)
- 1968: The Caesars (TV-Serie)
- 1968: Last of the Long-haired Boys
- 1970–71: Bachelor Father (TV-Serie)
- 1972: Die große Liebe der Lady Caroline (Lady Caroline Lamb)
- 1974: The Pallisers (Fernsehvierteiler)
- 1973–75: Lizzie Dripping (TV-Serie)